# Désiré Breton
Pour les articles homonymes, voir Breton (homonymie).
François Désiré Breton, né le 1er mai 1781 à Sainte-Rose à la Guadeloupe et mort le 15 avril 1820 à Les Cayes (Haïti), est un marin français qui participa à l'expédition vers les Terres australes.

## Biographie
Embarqué dans l'expédition commandée par Nicolas Baudin au départ du Havre à compter du 19 octobre 1800. Aspirant de première classe à bord du Géographe, il passe sur le Naturaliste le 29 octobre 1801 à Timor. Il était le protégé de l'enseigne de vaisseau Henri de Freycinet; mais Baudin le qualifiait comme « le plus inutile de tous ceux qui sont à bord, ce qui n'est pas peu dire. »
Il embarque en 1803 comme capitaine à bord de la frégate La Manche qui prend part à des opérations de défense dans l'Océan Indien. Il est remplacé par le capitaine Jean Dornal de Guy (1771-1855) en 1807.
À sa mort, François Désiré Breton était capitaine du navire de commerce L'Hirondelle.